# Geschichte Argentiniens
Die Geschichte Argentiniens umfasst die Entwicklungen auf dem Gebiet der Argentinischen Republik von der Urgeschichte bis zur Gegenwart. Sie lässt sich in vier Abschnitte einteilen: die präkolumbianische Zeit oder Frühgeschichte (bis ins 16. Jahrhundert), die Kolonialzeit (etwa 1516 bis 1810), die Unabhängigkeitskriege und die postkoloniale Frühzeit der Nation (1810 bis 1880) sowie die Geschichte des modernen Argentiniens ab der Einwanderungswelle um 1880.

## Ur- und Frühgeschichte

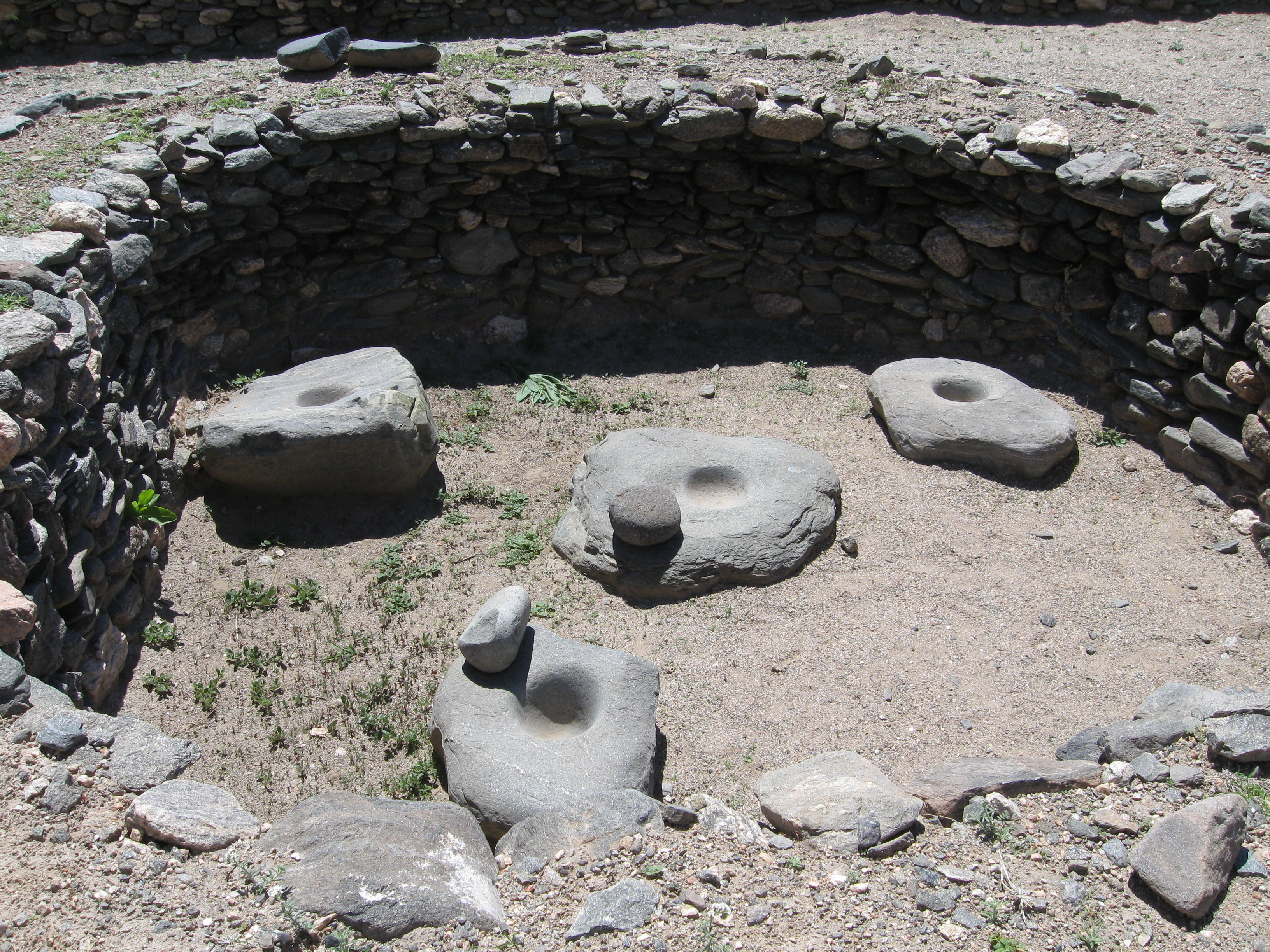
Mahlsteine in einem Haus, Befestigungsanlagen von Quilmes in der Provinz Tucumán

Die heute zu Argentinien gehörenden Gebiete waren vor der Kolonialisierung durch Spanien relativ dünn besiedelt. Man nimmt an, dass die „Entdeckung“ des Gebiets durch den Menschen etwa im 10. Jahrtausend v. Chr. erfolgte.
Die ethnischen Gruppen, die im Pampa-Raum lebten (Het (Querandíes), Tehuelche) waren bis zum Eintreffen der Spanier nicht sesshaft. Anders die Stämme im Nordwesten des Landes, die etwa ab der Mitte des 1. Jahrtausends Land- und Viehwirtschaft praktizierten und vor allem auf dem Gebiet der Architektur weit fortgeschritten waren. Die Befestigungsanlagen von Quilmes in der Provinz Tucumán sind ein Zeugnis dafür. Im 13. und 14. Jahrhundert expandierte das Inka-Reich stark nach Süden, umfasste um 1450 weite Teile des Nordwestens Argentiniens und schloss auf dem Höhepunkt der Expansion das Gebiet der heutigen Provinz Mendoza ein. Viele der Stämme dieser Region, wie die Kollas der Puna-Hochebene, übernahmen die Sprache (das Quechua) und partiell die Technologie der Inkas. Die im Nordwesten Argentiniens lebenden Diaguita konnten dem expandierenden Inka-Reich lange widerstehen. Die Guaraní und ihre Verwandten (Chiriguano, Mbya und Chané) lebten weiter östlich im Gran Chaco und im heutigen Misiones und wurden vom Inka-Reich nicht unmittelbar erfasst.

### Älteste Funde
Sieht man von den umstrittenen Funden von Monte Verde in Chile und Pedra Furada in Brasilien ab, so sind wohl die Funde von Los Toldos, in der Provinz Santa Cruz, die ältesten in Südamerika. Sie reichen ins 10. Jahrtausend v. Chr. zurück. Ähnlich den nordamerikanischen Fundplätzen weisen die Überreste auf die Jagd von Großsäugern, wie dem Riesenfaultier (Milodon darwinii), und Pferde (Hippidion principale) hin, dazu kamen Guanacos, Lamas usw. Auch in Chile fanden sich entsprechende Überreste, wie etwa in der Cueva del Milodón. Von der Toldense-Kultur zeugen aber vorrangig Projektilspitzen, wohl von Speeren. Patagonien weist für 11.000 BP (Bevor Present – vor heute = 1950) menschliche Spuren auf, auch ließ sich dort der Gebrauch des Feuers nachweisen.
Die Casapedrense-Kultur wird auf ca. 7000 bis 4000 v. Chr. datiert. Sie gilt als Vorläuferkultur der Tehuelche (siehe unten).

### Der Norden

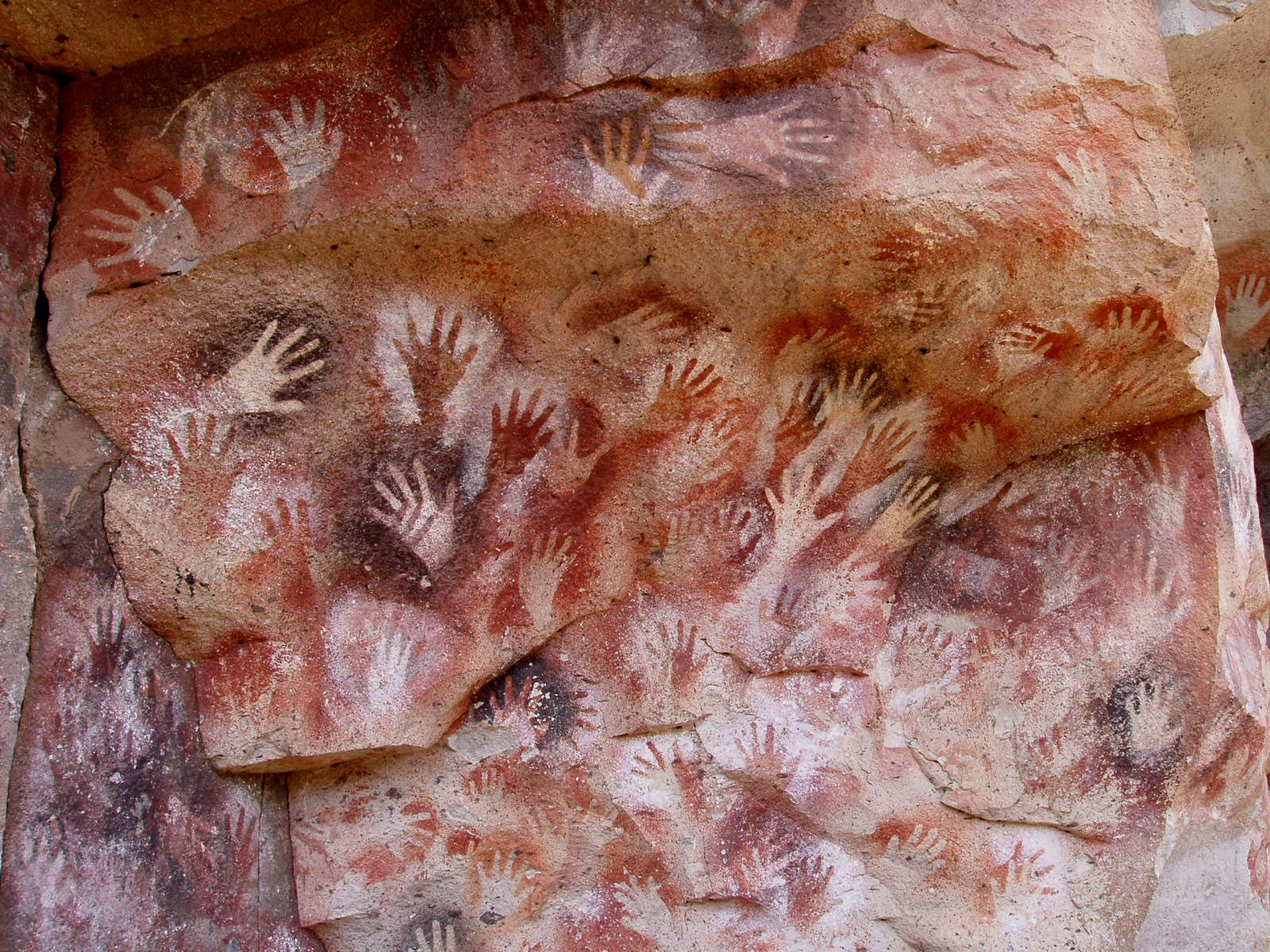
Cueva de las Manos, Santa Cruz, 7300 v. Chr.

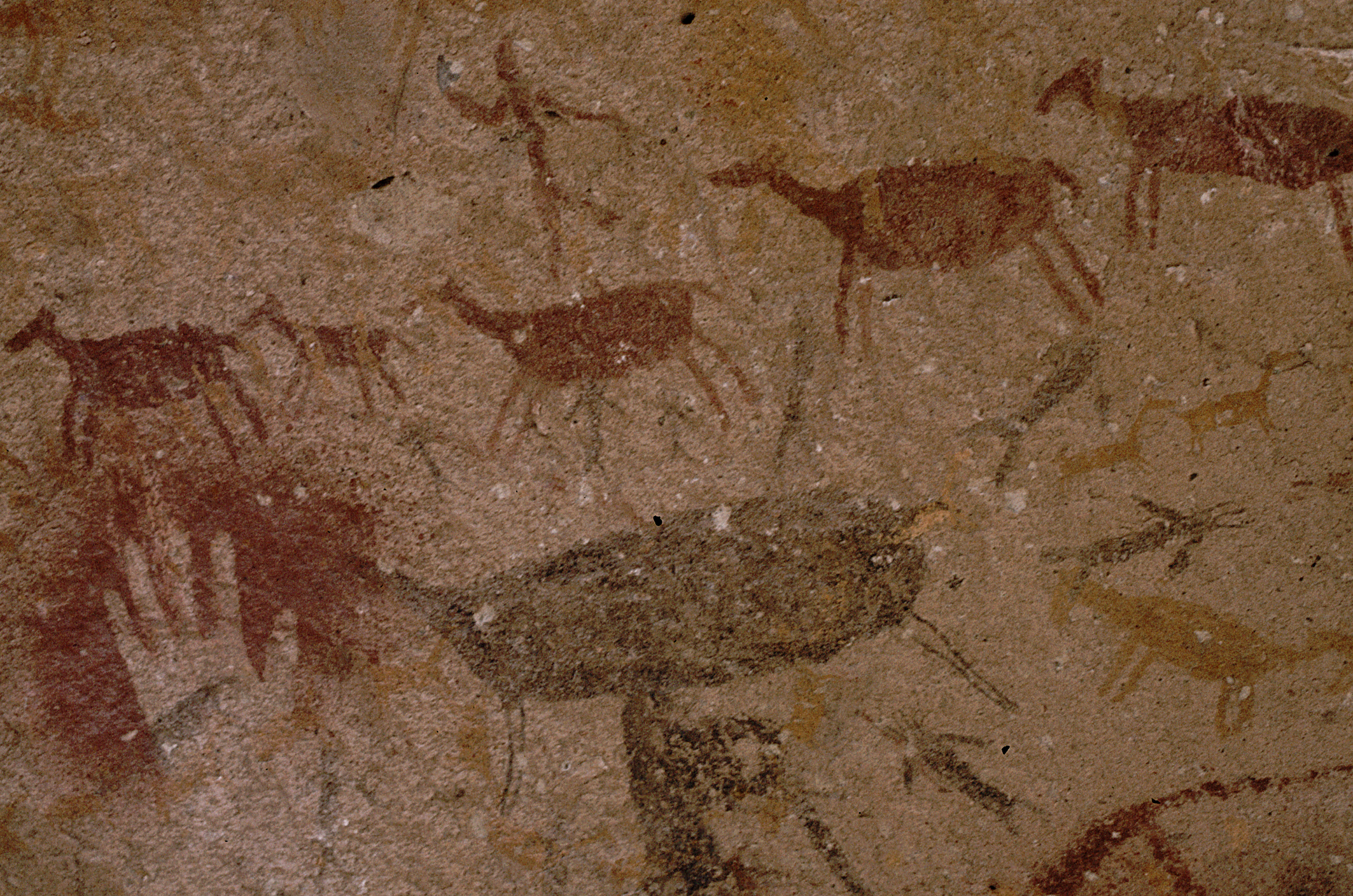
Cueva de las Manos

In der Cueva de las Manos („Höhle der Hände“) am Río Pinturas, in der Provinz Santa Cruz, wurden Malereien entdeckt, die etwa auf 7300 v. Chr. datiert wurden, womit sie die ältesten Kunstwerke Südamerikas darstellen. Sie gehören heute zum Weltkulturerbe.
Um diese Zeit wurden auch Teile des Nordens und Nordwestens des späteren Argentinien von Menschen besiedelt, die relativ früh Landbau betrieben. Die Kultur von Ansilta (bei Mendoza, San Luis und San Juan) gilt als erste Bauernkultur und als Vorläuferin der späteren Huarpes. Sie war von großer Kontinuität und umspannte die Zeit von etwa 1800 v. Chr. bis 500 n. Chr.
Um 200 v. Chr. lässt sich die Condorhuasi-Kultur bei Catamarca belegen, die bereits auf Lamazucht basierte. Wahrscheinlich kannte sie nicht nur animistische Praktiken, sondern auch Menschenopfer. Sie hinterließ menschenförmige Skulpturen, doch verschwand sie zwischen etwa 200 und 500 n. Chr.
Bei Tucumán fanden sich Spuren der Tafi-Kultur (ca. 200 v. Chr. bis 800 n. Chr.), die ebenfalls das Lama nutzte, vor allem aber bereits Mais anpflanzte.
Die Ciénaga-Kultur (ca. Chr. Geb. bis 600) war wohl die erste rein bäuerliche Kultur. Sie erstreckte sich in der Region Catamarca. Auch diese Menschen pflanzten Mais an und entwickelten bereits Bewässerungskanäle. Zugleich weiteten sie den Handel durch Lama-Karawanen aus. Sie lebten in Dörfern mit bis zu dreißig Häusern und gelten als Vorläufer der Kultur von Aguada.
Diese Kultur dehnte ihren Einflussbereich von Catamarca in die heutige Provinz La Rioja aus und bestand vom 4. bis zum 10. Jahrhundert. Sie hing mit der Kultur von Tiahuanaco zusammen. Häufig taucht in den bildlichen Darstellungen der Jaguar auf. Eine regelrechte Aufteilung des Territoriums in Teilherrschaftsgebiete, die einzelnen Häuptlingen unterstanden, ist wahrscheinlich. Es bestanden komplizierte Bewässerungssysteme, verstärkter Maisanbau, dazu kamen Bohnen, Kürbisse und Maniok. Mittels des Fernhandels, der auf extensiver Nutzung des Lamas basierte, erschloss sich diese Kultur ein riesiges Handelsgebiet, das bis nach San Pedro de Atacama reichte. Auch Metall wurde verarbeitet, wie Bronzefunde beweisen.
Die sogenannte Kultur Santa María (ca. 1200 bis 1470) entwickelte die bereits vorhandenen Kulturtechniken fort, jedoch basierte sie zunehmend auf Terrassenbau. Die Bevölkerungszahl wuchs stark an, und Vorratshaltung in großen Speichern war verbreitet. Neben den bereits vorhandenen Lebensmitteln kultivierten die Menschen dieser Kultur verstärkt Kartoffeln, aber auch Quinoa, das als Inkakorn oder Perureis bekannt ist, sowie auch Carob vom Johannisbrotbaum. Neben Bronze verarbeiteten sie Kupfer, Silber und Gold. Die Herrschaft wurde erblich, es entstanden eigene Stände von Kriegern und Priestern.

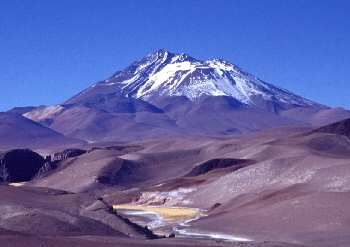
Der Vulkan Llullaillaco, auf dem 1999 rund 500 Jahre alte Grabstätten ausgegraben wurden

Ab etwa 1400 drangen aus dem Andenraum die Quechua und die Inka südwärts vor (ca. 1400 bis 1520), doch hielten sich weiter südwärts eigenständige Gruppen. Auf dem 6710 m hohen Vulkan Llullaillaco wurden anscheinend Menschenopfer dargebracht. Dort wurden 1999 drei Mumien der Inka gefunden. Dazu kamen Statuetten, Tonwaren, Beutel mit Lebensmitteln und Koka.
Die Stadt Tastil (Salta) dürfte mit über 3000 Einwohnern die größte Stadt der Region gewesen sein. Warum sie aufgegeben wurde, ist unklar.

### Die Guaraní
Die zur Sprachgruppe der Tupi-Guaraní gehörenden Kulturen an den Strömen im Nordosten sind sehr viel später greifbar. Die Vorfahren der heutigen Guaraní haben sich wohl erst im 15. Jahrhundert an den dortigen Wasserläufen angesiedelt.
Sie lebten in Dörfern (tekuas), die eine Art Zusammengehörigkeitsgefühl besaßen. Den Dörfern stand ein Häuptling (mburuvichá) vor, dazu kam ein religiöses Oberhaupt, der pajé. Eigentliche Herren der Gruppen waren jedoch die Kaziken, ein erblicher Stand.
Neben einer weniger entwickelten Landbebauung betrieben sie vor allem Fischfang, wozu sie Kanus bauten. Maniok, Kartoffel, Kürbis und Mais waren ihre wichtigsten Feldfrüchte, dazu kam Matetee, das die Jesuiten später zu einem Monopol ausbauten. Aus den Dorfführern entwickelten sich zunehmend Oberherren über mehrere Dörfer, die zudem religiöse Aufgaben hatten. Diese Machtstruktur sollte vor allem in den jesuitischen Reduktionen in Paraguay eine wichtige Rolle spielen. Ihre Sprache wird noch heute in den Provinzen Misiones und Corrientes und in Paraguay gesprochen.

### Der Chaco
Im Gran Chaco finden sich die Sprachgruppen des Guaycurú, Mataco-Macá, Tupi-Guarani, Arauac und Lule-vilela. Als besonders kriegerisch galten die Guaycurú bzw. Abiponen. Sie leisteten noch während der gesamten Kolonialzeit Widerstand. Die Spanier nannten sie „frentones“, da mit ihnen die Grenze ihres Einflussbereichs begann.
Zur Mataco-Macá-Kultur zählten die Mataco, die Chulupies und die Chorotes, die den Westen des Chaco beherrschten.
Die Chiriguanos gehörten wiederum der Kultur der Tupi-Guarani im Westen an, dazu kam die Aruaques-Kultur.

### Pampa und Patagonien
In den Pampas und in Patagonien lebten die Tehuelche. Die Tehuelches waren Jäger und Sammler und wurden im 18. Jahrhundert von der Kultur der Mapuches verdrängt. Ihre Frühgeschichte ist noch wenig erforscht, doch die ältesten Funde weisen mindestens bis in die Zeit um 4000 v. Chr. Zu ihnen gehörten auch die Selk’nam in Feuerland. Die Yámana im Süden Feuerlands waren Fischer, die auf den Inseln im äußersten Süden lebten.

## Kolonialzeit (1516–1810)

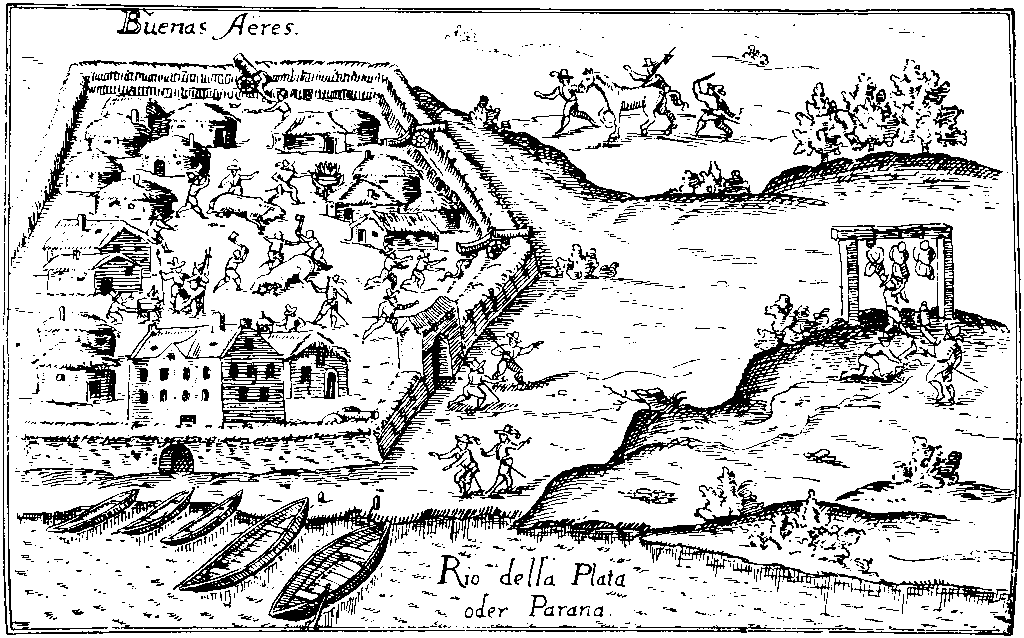
Buenos Aires kurz nach seiner Gründung 1536

Auf der animierten Landkarte der territorialen Entwicklung Südamerikas von 1700 bis heute ist Argentinien dunkelblau dargestellt. Das heutige Patagonien gehörte bis zum Ende des 19. Jahrhunderts den unabhängigen araukanischen Indianern (hellgrau)

Der spanische Seefahrer Juan Díaz de Solís erreichte als erster Europäer das heutige Argentinien im Jahr 1516 an der Mündung des Río de la Plata. Aber erst zwischen 1526 und 1530 erforschte Sebastiano Caboto den Río Paraná bis zu seinem Oberlauf. Die Spanier vermuteten irrtümlich eine große Menge Edelmetalle in der Region, daher die Namen Argentinien (von lat. Argentum = Silber) und Río de la Plata (Deutsch: Silberfluss).

### Partielle Eroberung und Widerstand der Indigenen
Das heutige Argentinien wurde von den Spaniern aus drei Richtungen kolonisiert: Die erste Siedlung der Spanier auf dem Gebiet des heutigen Argentiniens war Sancti Spiritu (1527), das 1529 wieder aufgegeben wurde. Im Jahr 1536 gründete der Konquistador Pedro de Mendoza am Río de la Plata die Stadt Buenos Aires. Es kam zu Konflikten mit der ansässigen Bevölkerung der Het, die in ein Kolonialsystem gezwungen werden sollte, sich jedoch gegen die Invasoren wehren konnte. Von den 1.600 Mann de Mendozas überlebten nur 150 die ersten Jahre nach der Siedlungsgründung. So musste er das erste Buenos Aires 1541 aufgeben, das erst 1580 durch Juan de Garay auf Dauer wieder etabliert wurde. Von Peru aus nahmen die Spanier den Nordwesten in Besitz, und von Westen aus dem Generalkapitanat Chile wurde die Region de Cuyo kolonisiert.
Die weiter südlich gelegenen Gebiete Patagoniens wurden zwar auch von Spanien beansprucht, blieben aber in der Kolonialzeit aufgrund des Widerstandes der indigenen Bevölkerung faktisch außerhalb seiner Herrschaftssphäre. Da es dort keine Bodenschätze oder Reichtümer gab, war das Interesse der Europäer an diesen Gebieten lange Zeit gering.
Der andauernde Widerstand des Mapuche-Volkes aus Chile zwang die Spanier 1641 im Rahmen des 300 Jahre dauernden Arauco-Krieges zur Anerkennung einer unabhängigen Mapuche-Nation im Vertrag von Quillín. Im 17. Jahrhundert drangen die jenseits der Anden lebenden Mapuche immer häufiger nach Osten vor, wo sie verwilderte Rinder und Pferde jagten. Dabei kam es zu einem Kulturtransfer zu den dort lebenden Ethnien, der sogenannten „Araukanisierung“. Diese ethnische Homogenisierung führte zum Machterhalt der unabhängigen indigenen Bevölkerung bis in die 1880er Jahre.

### Indienrat, Encomienda, Mission
Administrativ war das Land zunächst Teil des Vizekönigreichs Peru, welches Südamerika mit Ausnahme von Venezuela sowie der portugiesischen Einflusssphäre umfasste. Das oberste Regierungsorgan saß jedoch in Madrid. Es war der Indienrat, dem Fachgremien zur Seite standen, und der die Krone beriet, Informationen sammelte und aufbereitete und letztlich die Kolonialpolitik steuerte. Die Wirtschaftspolitik zielte darauf ab, durch protektionistische Maßnahmen der Krone möglichst hohe Einnahmen zuzuführen (vgl. Casa de Contratación) und das Mutterland und die Kolonien gegen Konkurrenz abzuschotten. So wurde auch Argentinien auf die Bedürfnisse des Mutterlandes ausgerichtet, wobei die Stützpunkte zum einen dazu dienten, die indigene Bevölkerung vom Widerstand abzuhalten, zum anderen die Unabhängigkeitsbestrebungen spanischer Adliger unter Kontrolle zu halten, und schließlich, um die Festsetzung anderer Kolonialmächte in diesem Gebiet zu verhindern. Diesen Ausländern war das Anlaufen spanischer Häfen untersagt. Eine einzige Kaufmannsgilde durfte bis 1765 die einmal im Jahr auslaufende Handelsflotte führen und dabei nur einen einzigen Hafen in Spanien anlaufen, Sevilla.
Anfangs herrschte das aus dem Feudalismus hervorgegangene Encomienda-System vor, das riesige Ländereien durch die Krone an spanische Adlige mitsamt den darauf lebenden Indios vergab. Dies entsprach zunächst dem spätmittelalterlich-frühneuzeitlichen Verfahren, doch Kriege und Herrschaftsexzesse sowie Epidemien ließen zahlreiche Bevölkerungsgruppen zusammenbrechen. Mitte des 16. Jahrhunderts wechselte der überwiegende Teil des riesigen Gebiets zum Repartimiento-System bzw. zur Mita, nach dem jede Region verpflichtet wurde, eine bestimmte Zahl an Arbeitskräften, vor allem für die Minen, zu stellen (vgl. Agrarstrukturen in Lateinamerika). Damit wurden die enormen Lasten auf das gesamte Kolonialgebiet verteilt, und die jeweils entvölkerte Region konnte sich danach für eine gewisse Zeit „erholen“.
Im Nordosten Argentiniens und in Paraguay versuchten Missionare, die dort Mitte des 16. Jahrhunderts tätig wurden, die Sprachen der Indios zu lernen (vgl. Jesuitenreduktionen der Guaraní). Die bekehrten Indios standen bald unter dem Schutz der sich immer mehr gegen die anderen Orden durchsetzenden Jesuiten. Sie führten sie in Reduktionen zusammen und verteidigten sich dort, zum Teil unter Federführung von Kaziken, gegen die portugiesischen Sklavenjäger aus São Paulo, die sogenannten Bandeirantes. Für die Krone stellten die Missionsstationen eine Möglichkeit dar, eine Kontrolle nach innen auszuüben, vor allem aber das Grenzland zu verteidigen. Das zeigten die Explorations- und Sklavenraubzüge des António Raposo Tavares. Um die Selbständigkeit der Reduktionen zu fördern, bauten sich die Jesuiten ein einträgliches Monopol auf den begehrten Matetee auf.

### Neugliederung und Loslösung
Im Laufe des 18. Jahrhunderts wurde das spanische Südamerika politisch neu gegliedert. Nachdem schon 1717 das Vizekönigreich Neugranada im nördlichen Südamerika vom Vizekönigreich Peru abgetrennt worden war, wurde im Jahre 1776 auch das Vizekönigreich Río de la Plata im südlichen Südamerika von diesem abgespalten. Dieses umfasste neben Argentinien das heutige Bolivien, Paraguay und Uruguay.
Hauptstadt des neuen Vizekönigreiches wurde Buenos Aires. Die Stadt erhielt außerdem das Recht, eigenständig Handel zu treiben. Dies führte zu einem raschen Wachstum der Stadt in den letzten Jahrzehnten des 18. Jahrhunderts und zur Entwicklung einer wohlhabenden städtischen Schicht.
Hier lag das Schwergewicht des inzwischen entwickelten argentinischen Nationalbewusstseins, das antispanische Züge annahm, was sich am erbitterten und letztlich erfolgreichen Widerstand gegen die Besetzungsversuche Buenos Aires’ durch britische Truppen äußerte (1806 und 1807). Durch diesen Erfolg sahen sich die Nationalisten in ihren Ambitionen gestärkt und bereiteten die Unabhängigkeit des Landes vor, indem sie immer weitergehende Zugeständnisse des Vizekönigs an lokale Bürgervereinigungen, die sogenannten Cabildos Abiertos, erlangten.

## Bildung eines Nationalstaates (1810–1880)

### Die Unabhängigkeit
Inspiriert durch die Französische Revolution und den erfolgreichen Unabhängigkeitskrieg der USA, griffen liberale Ideen Anfang des 19. Jahrhunderts auch auf Lateinamerika über. Die erfolgreiche Abwehr zweier britischer Angriffe unter anderem auf Buenos Aires in den Jahren 1806 und 1807 (siehe Britische Invasionen am Río de la Plata) stärkte das Selbstbewusstsein der dortigen kreolischen Bevölkerung. Zudem war das spanische Kolonialreich durch die Niederlage bei Trafalgar gegen die Briten (1805) und ab 1808 durch die Besetzung Spaniens durch französische Truppen stark geschwächt.
Im Mai 1810 hatte Frankreich ganz Spanien unter seine Herrschaft gebracht, was bei der Bevölkerung der Kolonien auf Widerwillen stieß. Im Zuge der Mai-Revolution erzwangen sie am 25. Mai 1810 einen Kongress, der den Vizekönig Baltasar de Cisneros absetzte und die Regierung in die Hände einer Junta unter dem Vorsitz des Militärs Cornelio Saavedra legte. Die Regierungserklärung enthielt allerdings noch einen Treueeid auf den spanischen König Ferdinand VII., der von Napoleon abgesetzt worden war. Der 25. Mai wurde später zum Nationalfeiertag.
Diese provisorische Unabhängigkeit hatte zunächst nur lokale Wirkung. Der Vizekönig verlegte seinen Sitz nach Montevideo, und einige Landesteile am Río de la Plata suchten eigene Wege. So spaltete sich 1811 Paraguay ab. Eine ähnliche Situation in ganz Lateinamerika führte zu einer Serie von Unabhängigkeitskriegen, bei denen zunächst die spanische Seite Vorteile erringen konnte. Die politische Situation war instabil und Regierungswechsel waren häufig. Zudem gab es zahlreiche Differenzen zwischen der Provinz Buenos Aires und vor allem den Provinzen des Nordwestens (das heutige Bolivien), insbesondere über die künftige Staatsform. Uruguay spaltete sich 1815 durch die Einsetzung eines eigenen Parlaments von Argentinien ab.
Diese Differenzen wurden 1816 auf einem Kongress in San Miguel de Tucumán diskutiert; im letztgenannten Punkt konnte jedoch keine Einigkeit erzielt werden, weshalb man die provisorische Regierung von Buenos Aires zunächst weiterführte. Die Notwendigkeit der Einheit zwischen den verschiedenen Unabhängigkeitsbewegungen angesichts des harten spanischen Widerstands führte allerdings dazu, dass sich noch in diesem Kongress das gesamte Vizekönigreich Río de la Plata am 9. Juli 1816 endgültig für unabhängig erklärte.
Die Kämpfe im Norden des Kontinents seit Beginn der Unabhängigkeitskriege und die militärischen Erfolge von José de San Martín 1819–1822 und anschließend Simón Bolívar bis 1824, erlaubte den Provincias Unidas del Río de la Plata (Vereinigten Provinzen von Río de la Plata) sich um ihre Provinzen und um Chile zu kümmern. Bolivien wurde 1825 zum Leidwesen der Argentinier, die von 1810 bis 1817 viele Ressourcen in drei(einhalb) Befreiungsexpeditionen gesteckt hatten, von den Großkolumbiern befreit und damit von Argentinien losgelöst.

### Die Argentinische Föderation
Nach der Niederlage der Spanier verschärfte sich der Konflikt zwischen Buenos Aires und dem Binnenland. Während die sogenannten Unitarier von Buenos Aires einen straff organisierten Zentralstaat favorisierten, wollten die Föderalisten in den meisten Inlandsprovinzen einen lockeren Staatenbund (Konföderation). 1819 hatte sich der neue Staat ein vorläufiges Grundgesetz auf unitarischer Grundlage gegeben, was den Widerstand der Provinzen hervorrief und zu einem bis Mitte des 19. Jahrhunderts andauernden Bürgerkrieg führte, in dem alle Provinzen trotz ihrer meist noch sehr geringen Einwohnerzahl de facto unabhängige Staaten waren, auch wenn die Provinz Buenos Aires mit der Außenpolitik beauftragt wurde und daher eine Vormachtstellung gegenüber den anderen Provinzen einnahm.
Eine wirkliche Zentralgewalt für den ganzen Staat existierte nur zwischen 1826 und 1827, als Argentinien sich aufgrund des Argentinisch-Brasilianischen Krieges nach einem weiteren Nationalkongress durch die Verfassung von 1826 in eine zentralistische Präsidialrepublik umwandeln sollte. Angesichts der weiterhin schwelenden Konflikte mit dem Binnenland trat jedoch der erste Präsident der neuen Republik, Bernardino Rivadavia, schon nach einem Jahr zurück, sein Nachfolger Vicente López y Planes war übergangsweise gut einen Monat im Amt, um Neuwahlen zur ausgesetzten Provinzialregierung von Buenos Aires auszurufen und mit seinem Rücktritt die Auflösung von Kongress und Verfassung zu bewirken; danach kehrte man zum lockeren Bund der argentinischen Confederación zurück.
Auf die Jahre der Befreiung folgte eine konservative Gegenbewegung unter Juan Manuel de Rosas, der von 1829 bis 1832 und von 1835 bis 1852 Gouverneur der wichtigsten Provinz Buenos Aires wurde. Trotz seiner eigentlich föderalistischen Gesinnung forderte er für sich weitgehenden Einfluss im Rest der Föderation ein und lehnte jede Liberalisierung des Handelsmonopols von Buenos Aires ab, weshalb sich in den anderen Provinzen bald Widerstand regte. In seiner zweiten Regierungszeit ließ er sich auf unbestimmte Zeit wählen und führte ein totalitaristisches, diktatorisches System ein, das viele liberale Politiker wegen umfangreichen Staatsterrors ins Exil zwang. Gegen die 1836 erfolgte Konföderation der Nachbarstaaten Peru und Bolivien ging Argentinien ab 1837 gemeinsam mit Chile im Peruanisch-Bolivianischen Konföderationskrieg militärisch vor, konnte aber keine Macht mehr über diese Gebiete gewinnen. Auch versuchte Rosas mit einer neunjährigen Belagerung Montevideos (1842–1851) Uruguay unter seine Kontrolle zu bekommen, das sich zum Zentrum der gegen Rosas agierenden Exilbewegung entwickelt hatte, war damit jedoch erfolglos. Zudem hatte Argentinien 1833 die Falklandinseln (Islas Malvinas) an Großbritannien verloren.

### Die Anfänge der Republik Argentinien

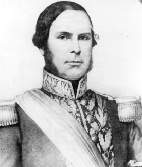
Justo José de Urquiza

Bartolomé Mitre um 1900

Rosas’ Diktatur endete 1852 durch einen Umsturz unter General Justo José de Urquiza, dem Gouverneur der Provinz Entre Ríos, der von Uruguay und Brasilien unterstützt wurde und das Heer von Buenos Aires in der Schlacht von Caseros schlagen konnte. Urquiza wurde daraufhin provisorischer Regierungschef. 1853 verabschiedeten die Provinzen eine republikanische, föderalistische Verfassung, welche mit wenigen Änderungen bis heute gültig ist. Sie wurde allerdings von Buenos Aires zunächst nicht anerkannt, was die Loslösung dieser Provinz aus der Republik zur Folge hatte. Hauptstadt Argentiniens wurde daher zunächst Paraná, und Urquiza wurde im November desselben Jahres zum ersten Präsidenten nach der neuen Verfassung gewählt und trat das Amt 1854 an. 1859 bis 1861 wurden die Auseinandersetzungen zwischen der neuen Republik und Buenos Aires militärisch ausgetragen, mit darauffolgender Einheit Argentiniens. Urquiza musste jedoch als Zugeständnis an die Unitarier von seinem Amt zurücktreten, und Buenos Aires wurde vorläufig – ab 1880 endgültig – wieder Hauptstadt der Republik. Der liberale Politiker Bartolomé Mitre wurde 1862 bei den ersten wirklich landesweiten Wahlen zum Präsidenten gewählt. Ihm folgten 1868 Domingo Faustino Sarmiento und 1874 Nicolás Avellaneda. In diese Zeit fällt der blutige Tripel-Allianz-Krieg (1865–1870) zwischen Argentinien, Brasilien und Uruguay auf der einen und Paraguay auf der anderen Seite, der von den drei Alliierten gewonnen werden konnte.
1869 wurde unter Sarmiento die erste nationale Volkszählung durchgeführt. Argentinien hatte demnach zu dieser Zeit 1.836.490 Einwohner, davon lebten 31 % in der Provinz Buenos Aires. 8 % der gesamten Bevölkerung waren Europäer (im Sinne von „nicht argentinische Staatsbürger“). Nur noch 5 % waren Indianer. 71 % der Bevölkerung waren Analphabeten und weniger als 17 % der 300.000 Wahlberechtigten konnten schreiben.
Im folgenden Jahrzehnt wurden die Pampas und Patagonien von den Generälen Julio Argentino Roca und später Conrado Villegas in der sogenannten Wüstenkampagne (Conquista del Desierto, 1878–1884) vollständig unterworfen. Dieses Unternehmen war schon in den 1830er Jahren von Rosas gestartet worden, ihm waren jedoch zunächst nur Teilerfolge beschieden. 1877, bei Beginn der Kampagne Rocas, war weiterhin der größte Teil des Landes südlich einer Linie zwischen Buenos Aires und Mendoza von den Mapuche- und Tehuelche-Indianern beherrscht. Während Rosas bei seiner Kampagne noch auf Bündnisse und Verhandlungen mit befreundeten Indianerstämmen gesetzt hatte, entschloss sich Roca zu einem Vernichtungskrieg gegen sämtliche indianischen Herrschaftsgebiete in der Region. Einige Historiker bezeichnen diese Kampagne als Genozid, während dieses Konzept von anderen Historikern abgelehnt wird. So sind Diskussionen aus dem argentinischen Kongress belegt, die ausdrücklich die Eliminierung der indianischen Bevölkerung als Ziel ansahen, während beispielsweise Juan José Cresto, der Direktor der Academia Argentina de la Historia, die These vertritt, dass es sich zu dieser Zeit bereits bei der bekämpften Gruppe nicht mehr um wirkliche Indianer, sondern um argentinische Kriminelle gehandelt habe, weshalb die Bezeichnung Genozid irreführend sei. Nur ein Bruchteil der Indianer überlebte diesen Feldzug, was einen weiteren Widerstand sinnlos machte, auch wenn noch bis 1919 vereinzelt militärische Konflikte mit einzelnen Gruppierungen zu verzeichnen waren.
1880 wurde Roca zum Präsidenten gewählt. Im selben Jahr wurde Buenos Aires offiziell zur Hauptstadt Argentiniens erklärt.

## Einwanderungswelle und wirtschaftliche Blüte (1880–1955)

### DieRepública Liberal
Die Jahre von 1880 bis 1929 brachten Argentinien wirtschaftlichen Aufschwung und verstärkte Einwanderung, hauptsächlich aus Europa. Diese wurde von einem Gesetz von Rocas Vorgänger Avellaneda stimuliert, das die Erlangung einer Aufenthaltsgenehmigung stark vereinfachte. Die Wirtschaft war stark auf den Export von Rohstoffen und den Import von Industrieprodukten eingestellt. Diese Periode endete mit der Weltwirtschaftskrise.
Die Regierung Roca und die Nachfolger bis 1916 unter den Präsidenten Miguel Juárez Celman (1886–1890), Carlos Pellegrini (1890–1892), Luis Sáenz Peña (1892–1895), José Evaristo Uriburu (1895–1898) und wiederum Roca, die allesamt der konservativ-wirtschaftsliberalen Partei Partido Autonomista Nacional (PAN) angehörten, werden heute unter dem Schlagwort República Liberal zusammengefasst. Sie waren oligarchisch ausgerichtet, mit großem Einfluss der Großgrundbesitzer. Dem Gros der Bevölkerung wurden durch ein ausgeklügeltes Wahlbetrugssystem die politischen Rechte vorenthalten. Das System, in das praktisch alle mit den Wahlen zusammenhängenden Institutionen verwickelt waren, basierte auf mehreren Pfeilern: Verweigerung einer geheimen Wahl, Fälschung der Wählerlisten (z. B. Mehrfachnennung einzelner Wähler, Nennung von toten Wählern, Nichtnennung von Sympathisanten politischer Gegner), Mehrfachwahl einzelner Bürger in verschiedenen Distrikten, Nichtzulassung der nicht gewünschten Wähler sowie Nichtanerkennung und Annullierung von unliebsamen Wahlergebnissen. Vereinfacht gesagt: Nur wer der Oberklasse angehörte oder mit der Regierung kollaborierte, durfte wählen – alle anderen wurden mit dem Spruch ya votaste (du hast schon gewählt) wieder nach Hause geschickt. Auch die Einwanderer, die zu dieser Zeit bereits einen beträchtlichen Teil der Bevölkerung ausmachten, hatten als Ausländer kein Stimmrecht. Aus Unmut über diese Verhältnisse wurde Mitte der 1880er Jahre eine Gegenbewegung gegründet, die Unión Cívica (Bürgerunion). Sie machte ab 1890 durch gewaltsame Aufstände auf sich aufmerksam und erlangte trotz des erbitterten Widerstands der Oligarchen einige Zugeständnisse.
Der Grenzstreit mit Chile in Patagonien konnte durch einen Schiedsspruch König Eduard VII. vom 20. November 1902 friedlich beigelegt werden.
Nationalistische Ideen wurden seit 1900 populär. Sie orientierten sich eher an Europa denn an den USA. Die Einwanderer organisierten sich derweil in solidarischen Gemeinschaften, die den Grundstein für die späteren Gewerkschaften bildeten. 1901 wurde ein anarchistisch orientierter gewerkschaftlicher Dachverband, die FORA, gegründet, der gemeinsam mit der Unión Cívica und der von deutschen, französischen, spanischen und italienischen Einwanderern gegründeten Sozialistischen Partei die Opposition bildete. Die FORA und die Sozialisten wurden von der Regierung verfolgt, nur die Unión Cívica konnte Achtungserfolge erlangen. 1904 wurde Manuel Quintana (PAN) zum Präsidenten gewählt, der aber bereits 1906 im Amt verstarb. Die Nachfolge trat José Figueroa Alcorta (PAN) an. 1912 wurde auf Drängen der Opposition der seit 1910 amtierende Präsident Roque Sáenz Peña (PAN) dazu gezwungen, die Wahlpflicht einzuführen, die den vorherigen Wahlbetrugsmechanismus unmöglich machte. Nach dem Tod Peñas 1914 wurde Victorino de la Plaza (PAN) Präsident.

### Demokratisierung

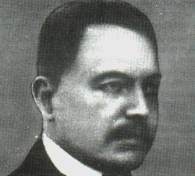
Hipólito Yrigoyen

1916 löste die Unión Cívica Radical (UCR – Radikale Bürgerunion) unter Hipólito Yrigoyen, eine Abspaltung der Unión Cívica, die bestehende Regierung ab. Dieser Machtwechsel wurde durch die Reform des Wahlgesetzes im Jahre 1912 möglich gemacht. Yrigoyen und sein Nachfolger Marcelo T. de Alvear (1922–1928) (ebenfalls UCR) versuchten, eine Politik des nationalen Konsenses zu führen. Mit den Gewerkschaften wurden Verhandlungen aufgenommen, ebenfalls mit der Studentenbewegung, die 1918 in Córdoba die Reform der verkrusteten Universitätshierarchien forderte. Dennoch kam es weiterhin zu blutigen Arbeitskämpfen in Buenos Aires (Semana Trágica, 1919) und in Patagonien (1921–1922). Im Jahre 1928 wurde Yrigoyen erneut zum Präsidenten gewählt. Mit der Weltwirtschaftskrise erhielt die konservative Oppositionsbewegung allerdings wieder Zulauf, Pläne für einen Staatsstreich wurden geschmiedet.

### Weltwirtschaftskrise und „infames Jahrzehnt“
1930 wurde Yrigoyen bei einem Militärputsch gestürzt. Der konservative General José Félix Uriburu machte sich daran, die alte Ordnung wiederherzustellen. Dennoch sollte das demokratische System beibehalten werden. Die Konservativen hatten sich im Partido Demócrata Nacional (Nationaldemokratische Partei) zusammengeschlossen, der gemeinsam mit dem rechten Flügel der UCR (der sogenannten Antipersonalisten) und einer Abspaltung der Sozialisten, dem Partido Socialista Independiente, ein Rechtsbündnis gebildet hatte, das Concordancia genannt wurde und letztendlich bis 1943 an der Macht blieb.
1932 wurden Wahlen abgehalten, aus denen der Antipersonalist Agustín Pedro Justo als Sieger hervorging. In der Provinz Buenos Aires war es dabei zum ersten Mal zum sogenannten patriotischen Wahlbetrug gekommen, der in den folgenden Jahren die Kontinuität der konservativen Regierungen absicherte. Die Konservativen waren der Meinung, dass das argentinische Volk noch nicht reif für die Demokratie sei und daher in ihren Entscheidungen die wahren nationalen Werte nicht achte, weshalb sie den Wahlbetrug als gerechtfertigt ansahen. Die 1930er Jahre sind daher in Argentinien unter dem Namen década infame (deutsch: infames Jahrzehnt) bekannt, auch unter Historikern werden die Regierungen dieser Zeit mehrheitlich als illegitim betrachtet.
Der Zusammenbruch des internationalen Handels infolge der Weltwirtschaftskrise führte zum Beginn einer Importsubstitutionspolitik mit dem Aufbau von Industrie und stärkerer wirtschaftlicher Unabhängigkeit. Gleichzeitig wurden jedoch mit dem Roca-Runciman-Pakt 1933 weitreichende Zugeständnisse an Großbritannien gemacht, um weiterhin Zugang zum Fleischmarkt der als Folge der Krise wirtschaftlich stark abgeschotteten europäischen Großmacht zu erlangen. Dies ging unter anderem auf Kosten der Unabhängigkeit der argentinischen Zentralbank, die 1935 weitgehend mit britischem Kapital gegründet wurde, und des Transportsektors, auf dem britische Unternehmen seitdem de facto ein Monopol besaßen, da diesen im Pakt eine „gütige Behandlung“ („tratamiento benévolo“) zugesprochen wurde.
Der 1938 zum Präsidenten gewählte Roberto María Ortiz, der aus dem Antipersonalisten-Flügel der UCR stammte, bemühte sich um die Stärkung der Demokratie und versuchte den Einfluss der Konservativen zurückzudrängen, musste jedoch wegen Krankheit 1942 zurücktreten und wurde von seinem erzkonservativen Vizepräsidenten Ramón Castillo ersetzt. Dieser nahm die Demokratisierungsversuche wieder zurück, stieß damit aber nicht nur auf den Unmut der Bevölkerung, sondern auch des Militärs, vor allem wegen seiner neutralen Politik im Zweiten Weltkrieg, die von einer neuen Gruppe profaschistischer Generäle infrage gestellt wurde, dem Grupo de Oficiales Unidos (GOU).

### Zweiter Weltkrieg

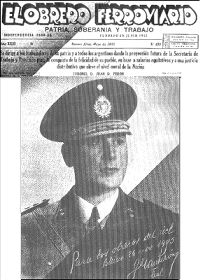
Perón auf der Titelseite der Zeitschrift Obrero Ferroviario (1945)

Ramón Castillo wurde 1943 durch einen Putsch entmachtet; es folgte eine Übergangsphase bis 1946, in der das Militär die Macht innehatte. Die GOU-Generäle Arturo Rawson (1943), Pedro Pablo Ramírez (1943–1944) und Edelmiro Julián Farrell (1944–1946) lösten sich im Präsidentenamt ab. Argentinien war im Zweiten Weltkrieg offiziell neutral, sympathisierte zwar mit den Achsenmächten, unterstützte aber gegen Kriegsende die Alliierten.
In der Zeit gelang es dem jungen Offizier Juan Perón, sich trickreich an die Macht zu manövrieren: Er belegte unter Ramírez und Farrell das Arbeitsministerium und wurde wegen seiner weitreichenden Zugeständnisse an die Gewerkschaften schnell zu einem Volkshelden in der Arbeiterklasse. Ebenfalls wurde er von den meisten Unternehmern unterstützt, da er diese Zugeständnisse mit der Abwehr des Kommunismus und der Bewahrung des Volksfriedens rechtfertigte. Die Binnenwanderung in die Großstädte infolge der ab 1930 aufgenommenen Importsubstitutionspolitik hatte die urbane Arbeiterklasse rasch anwachsen lassen und sorgte für sozialen Zündstoff insbesondere im Großraum Buenos Aires.
Als sich 1945 eine heterogene demokratische Oppositionsbewegung gegen die Militärs bildete, die sich auch gegen die profaschistischen Tendenzen im Umfeld Peróns richtete, versuchten diese, den sozialen Frieden wiederherzustellen, indem sie Perón am 10. Oktober des Jahres entließen und verhafteten. Die Gewerkschaften protestierten jedoch gegen diese Entscheidung, und da die Demonstrationen der Opposition ebenfalls nicht nachließen, entschieden sich die Militärs für das kleinere Übel und gingen auf die Forderung nach einer Rückkehr Peróns in zunächst geheimen Verhandlungen ein. Die Arbeiterklasse demonstrierte, vom Gewerkschaftsverband CGT aufgerufen, am 17. Oktober in einer Massenveranstaltung für dessen Freilassung. Diese Massendemonstration war mit mehr als 300.000 Personen die größte, die Argentinien bis dahin je erlebt hatte, und führte noch am selben Tag zu seiner Freilassung. Dieser nutzte daraufhin seine Popularität und sorgte für die Ausrichtung von freien Wahlen.

### Peronismus

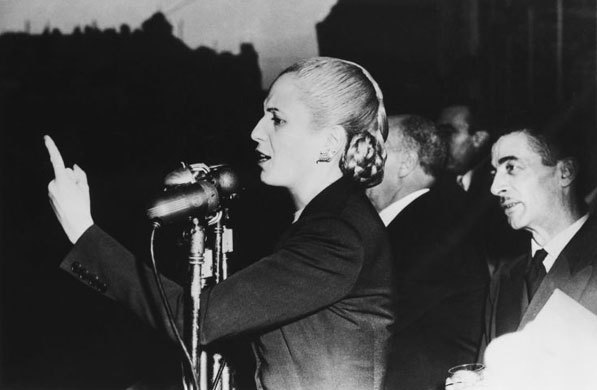
Eva Perón (Evita)

Juan Perón gewann die Wahlen 1946 mit nur geringem Vorsprung, dominierte jedoch mit seiner Frau Eva Perón (genannt Evita, † 1952) das politische Leben bis 1955. Teil der peronistischen Politik war die Nationalisierung wichtiger Industriezweige und die Ausweitung des Importsubstitutionsmodells auf die Konsumgüterindustrie. Perón setzte 1949 eine Verfassungsänderung durch, die ihm eine zweite Präsidentschaft erlaubte. Seine Regierungszeit kann man als Mischung aus Demokratie und Diktatur bezeichnen: Andere Parteien waren zwar zugelassen, und es gab freie Wahlen, doch die Medien sowie die Gewerkschaftsbewegung unterlagen der Kontrolle durch Perón und seiner Partei. Personenkult und nationalistische Propaganda waren wichtige Pfeiler von Peróns Herrschaft. Vor allem in seiner ersten Regierungszeit erlebte Argentinien die Industrialisierung weiter Teile des zuvor landwirtschaftlich geprägten Landes und eine darauf folgende wirtschaftliche Blütezeit mit einem Wohlstandsniveau, das später nie wieder erreicht wurde. Argentinien profitierte von dem hohen Bedarf des zerstörten Europas. Aus dieser Zeit stammt der Ausspruch Peróns, von dem, was eine argentinische Familie in den Müll werfe, könnten fünf europäische Familien überleben. Bis in die 1950er Jahre war Argentinien tatsächlich weitaus wohlhabender als die unter den Kriegsfolgen leidenden europäischen Länder. Soziale Maßnahmen wie der 8-Stunden-Tag verschafften Perón Rückhalt in der breiten Masse der Bevölkerung.
Perón ist in Deutschland heute vor allem wegen seiner Sympathie für die Ideologie des Nationalsozialismus umstritten. Er bewunderte Mussolini und äußerte sich extrem antisemitisch. Während des Zweiten Weltkriegs war er an Regierungen beteiligt, die die Flucht von europäischen Juden nach Argentinien behinderte. Dennoch war Argentinien das Hauptzufluchtland in Südamerika, häufig durch illegale Einwanderung. Schätzungen zufolge musste etwa die Hälfte der 45.000 geflüchteten europäischen Juden illegal in Argentinien einreisen. Nach der Machtübernahme 1946 wurde die jüdische Immigration weiterhin behindert, und Perón unterstützte die Fluchtwelle von NS-Kriegsverbrechern und NS-Kollaborateuren aus ganz Europa, die so ihrer Gerichtsbarkeit entgingen. NS-Verbrecher wie Adolf Eichmann, Josef Mengele oder Walter Rauff fanden nach 1945 in Argentinien Unterschlupf, oft mit Hilfe des Vatikans. NS-Kriegsverbrecher sollten im Sinne Peróns besonders für militärische Bedürfnisse eine Rolle spielen und hatten Einfluss auf die Einreisebehörde von Santiago Peralta.
Die Konservativen beobachteten Perón mit Misstrauen und schmiedeten in der zweiten Präsidentschaft Peróns (ab 1951) Pläne für den gewaltsamen Umsturz. Es entstand eine breite konservativ-liberale sowie nationalistische Oppositionsbewegung, die vor allem von der alten Großgrundbesitzer-Oligarchie, aber später auch von der katholischen Kirche unterstützt wurde. Einsetzende wirtschaftliche Probleme führten dazu, dass diese Bewegung auch von einem Teil der Mittelschicht und der Industriellen unterstützt wurde, doch die Arbeiterklasse blieb Perón treu.

## Die Phase der Instabilität (1955–1983)

### Peróns Zeit im Exil
Im Juni 1955 unternahmen einige Offiziere einen Putschversuch und bombardierten den Regierungssitz Peróns im Zentrum der Hauptstadt. Dabei kamen über 300 Personen – zumeist Zivilisten – ums Leben. Der Putschversuch scheiterte zunächst. Im September 1955 (sogenannte Revolución Libertadora) gelang es Militärs unter Führung von Eduardo Lonardi, erfolgreich zu putschen und Peróns Regierung abzusetzen. Doch auch nach seiner Entmachtung blieb Perón bei den Massen beliebt und aus dem Exil heraus einflussreich.
In den folgenden Jahren prägte der Konflikt zwischen drei Interessengemeinschaften die Politik: Die Reformpopulisten, die sich vor allem in der UCR fanden, wollten die Wirtschaftspolitik der Peronisten nur wenig reformieren und setzten weiterhin auf eine Industrialisierung auf Basis von argentinischem Kapital. Die Desarrollistas (etwa: Entwicklungspolitiker) wollten den Industrialisierungsprozess auf Zwischenprodukte und langlebige Konsumgüter wie Autos ausweiten, also auf Sektoren, die von ausländischem Kapital bestimmt waren, und die Lohnpolitik zugunsten der Unternehmer ausrichten, um höhere Investitionen zu ermöglichen. Die Liberalen, die vor allem von den gut gestellten Klassen und großen Teilen des Militärs unterstützt wurden, wollten dagegen ineffiziente Industrien abschaffen und setzten stattdessen auf freien Handel. Ihrer Meinung nach waren beim Importsubstitutionsprozess zwischen 1930 und 1955 zahlreiche künstliche Industrien geschaffen worden, deren Existenzberechtigung zweifelhaft sei.
Lonardi wurde noch im Jahr 1955 von Pedro Eugenio Aramburu abgelöst, der im Kern die Verfassung von 1853 wieder einsetzte und die peronistische Partei verbot. Wahlen im Februar 1958 brachten Arturo Frondizi von der UCRI (Unión Cívica Radical Intransigente, Unbeugsame Radikale Bürgerunion), einem den Desarrollistas nahestehenden Flügel der zu dieser Zeit gespaltenen UCR, mit Unterstützung eines Teils der Peronisten und Politikern verschiedener Provinzparteien bis hin zur Kommunistischen Partei Argentiniens, an die Regierung. Während seiner Regierungszeit öffnete sich Argentinien ausländischem Kapital gegenüber, weiterhin wurde das Verbot der peronistischen Partei schrittweise gelockert und 1961 ganz aufgehoben. Dies rief den Unmut des antiperonistischen Sektors hervor.
Nach den Gouverneurswahlen 1962, die die Peronistische Partei klar gewann, forderten die nach wie vor von Antiperonisten dominierten Streitkräfte die Annullierung der Wahlen. Obwohl Frondizi einlenkte, wurde er nur zehn Tage nach der Wahl durch einen Putsch abgesetzt. Um den Anführer des Putsches Raúl Poggi als Präsidenten zu verhindern, wurde in einer taktischen Überlegung, die von Richtern des damaligen Obersten Gerichtshofes ausging, José María Guido, damals provisorischer Vorsitzender des Senats und Parteifreund Frondizis aus der UCRI, als Interimspräsident vereidigt. Es handelte sich also um den einzigen Putsch in Argentiniens Geschichte, nach dem der Nachfolger des abgesetzten Präsidenten zumindest formal verfassungsgemäß bestimmt wurde. Die Militärs wurden durch diese Wendung überrascht und reagierten zunächst mit Ablehnung. Da sich jedoch Guido kooperativ verhielt und die Auflagen der Militärs akzeptierte, die Wahlen von 1962 endgültig zurücknahm, die Peronistische Partei wieder verbot und eine konservative Wirtschaftspolitik ankündigte, akzeptierten diese ihn als Staatsoberhaupt. Frondizi wurde derweil auf der Insel Martín García interniert.
Die folgenden Neuwahlen vom Juli 1963, an denen Peronisten und Kommunisten nicht teilnehmen durften, gewann Arturo Umberto Illia von der antiperonistischen Strömung der UCR, der UCRP (Unión Cívica Radical del Pueblo, Radikale Bürgerunion des Volkes). Die UCRP erreichte zwar die meisten Stimmen, was jedoch trotzdem nur einem Anteil von ca. 25 % der insgesamt abgegebenen Stimmen entsprach. Die UCRI des gestürzten Präsidenten Frondizi erreichte mit 16 % den dritten Platz. Etwa 40 % der abgegebenen Stimmen verteilten sich auf 47 weitere Parteien. Obschon Illias Stil und seine Rhetorik sich nüchterner, weniger nationalistisch und populistisch zeigten, war seine Wirtschafts- und Sozialpolitik einem klassischen wirtschaftsnationalistischen Modell näher als die Frondizis. So machte er beispielsweise die von Frondizi geschlossenen Verträge mit ausländischen Ölfirmen rückgängig. Illias Politik zeichnete sich darüber hinaus durch ihren strikten Respekt vor demokratischen Prozeduren und Normen aus, was ihm aber nicht zur Unterstützung der peronistischen Gewerkschaften verhalf.

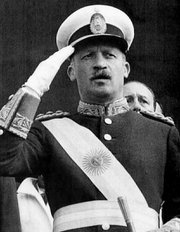
Juan Carlos Onganía

Erfolge der Peronisten in Regionalwahlen und Nachwahlen 1965 sowie Arbeiterunruhen aufgrund der schlechten Wirtschaftslage führten zu einem erneuten Putsch am 28. Juni 1966 durch General Juan Carlos Onganía; der amtierende Präsident Arturo Umberto Illia wurde für abgesetzt erklärt. Der konservative Onganía wurde am 28. Juni als neuer Präsident vereidigt und richtete eine Diktatur ein, die von „Experten“ geleitet werden sollte. Das Parlament wurde aufgelöst und die Parteien verboten. Die Regierung Onganía setzte weiterhin auf den entwicklungspolitischen Ansatz und weitete die Industrialisierung weiter aus, nun aber mit vermehrter Beteiligung multinationaler Unternehmen im Zeichen eines wirtschaftsliberalen Kurses. Obwohl der mächtige peronistische Gewerkschaftsführer Augusto Vandor, auch el lobo (der Wolf) genannt, die Regierung Onganías ursprünglich unterstützt hatte, bildete sich bald eine Opposition aus Arbeitern und Studenten gegen das Regime, was ab 1969 zu zunehmend gewalttätigen Auseinandersetzungen führte. 1969 etwa wurde Vandor von linksgerichteten peronistischen Guerilleros ermordet, die versuchten, die Bewegung des exilierten Anführers auf ihren Kurs einzuschwenken.
Im selben Jahr gab es Unruhen in Córdoba (Cordobazo) und Rosario (Rosariazo), die Onganía die Präsidentschaft kosteten. Nachfolger wurde Roberto Marcelo Levingston, der sich als Vorbereiter eines demokratischen Umschwungs sah, aber schon 1971 erneut nach Unruhen in Córdoba (Viborazo) den Hut nehmen musste. In der gesamten Epoche erlebten verschiedene Guerilla-Organisationen regen Zulauf, die von einem Teil der Studentenbewegung unterstützt wurden. Die Montoneros, die größte von ihnen, war peronistisch, während andere wie das Ejército de Liberación Nacional (ELN) und die Revolutionäre Volksarmee (Ejército Revolucionario del Pueblo, ERP) kommunistisch orientiert waren. Besonders der ERP stach durch seine sozialen Aktivitäten (z. B. Essensabgabe in Slums) hervor, was ihn in der Bevölkerung und bei den Studenten sehr beliebt machte.

### Zweite peronistische Epoche
Der letzte vom Militär ernannte Präsident, Alejandro Lanusse, bereitete seit seinem Amtsantritt 1971 die Wiederherstellung der Demokratie vor. Proteste und Gewalt sowie ein ständiges Taktieren zwischen dem im Exil lebenden Perón und Lanusse prägten die Jahre 1972 und 1973. Die Wahl vom März 1973 gewannen die Peronisten mit Héctor José Cámpora als Präsidentschaftskandidaten. Cámpora betonte im Wahlkampf, dass er im Fall einer Rückkehr Peróns ihm den Platz freimachen würde.
Nach eskalierendem Terror von rechts und von links und Peróns Rückkehr trat Cámpora zurück, für kurze Zeit übernahm Raúl Alberto Lastiri das Präsidentenamt, dann war der Weg für Peróns erneute Präsidentschaft frei. Perón kehrte am 20. Juni 1973 in sein Heimatland zurück. Bei der Kundgebung zu seiner Rückkehr kam es zu Ausschreitungen zwischen verschiedenen Demonstrantengruppen, Polizei und Militär mit zahlreichen Toten. Perón praktizierte in dieser Zeit einen harten Rechtskurs. Die wirtschaftlichen Probleme konnte er nicht lösen. Nach Peróns Tod im Juli 1974 folgte ihm Isabel Perón, seine dritte Ehefrau, im Amt. Ihre Regierungszeit war von wirtschaftlichem Niedergang, Inflation des Peso und erneutem Terrorismus geprägt. Die schon unter Perón gegründete halbstaatliche Terrorbrigade Alianza Anticomunista Argentina (AAA) ermordete zahlreiche Oppositionelle und Aktivisten der Linken und ließ Menschen verschwinden.

### Militärdiktatur und Staatsterror

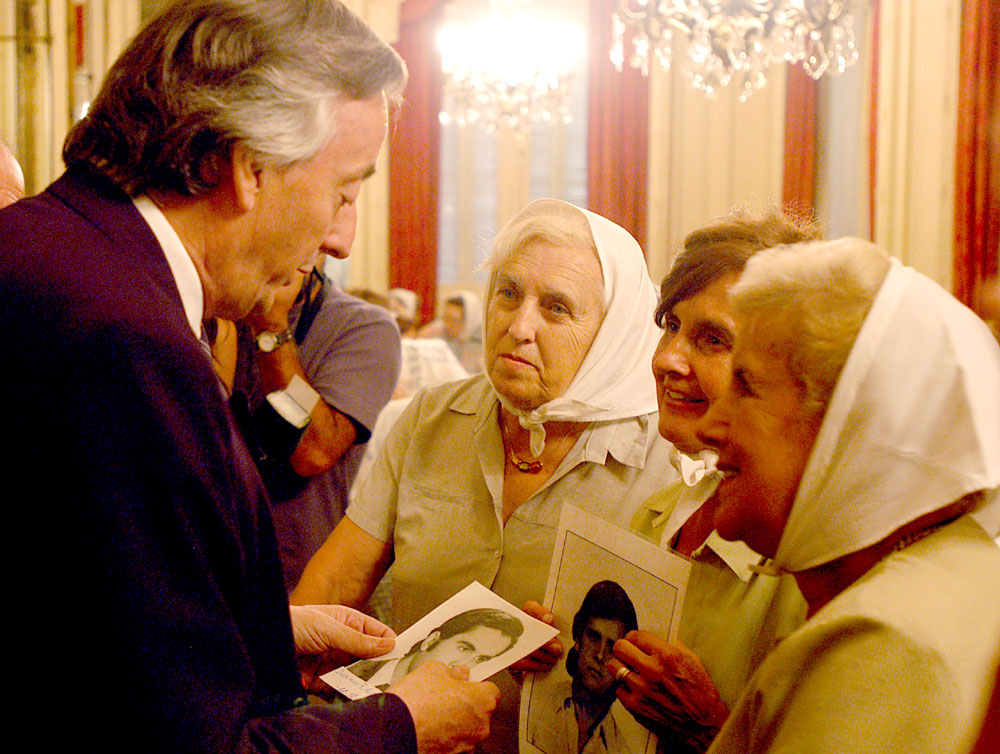
Einige Madres beim damaligen Präsidenten Nestor Kirchner

Im März 1976 übernahm das Militär unter Jorge Rafael Videla erneut die Regierungsgewalt, unterstützt von der Fraktion der Liberalen, die angesichts der Wirtschaftskrise ihre Stunde gekommen sahen. Der sogenannte „Prozess der Nationalen Reorganisation“ (Proceso de Reorganización Nacional oder kurz Proceso) sollte die als „krank“ betrachtete argentinische Gesellschaft wieder zu konservativen Idealen bekehren sowie die linken Guerillaorganisationen endgültig vernichten. Eine Demokratisierung kam für die Militärs erst nach einem erfolgreichen Abschluss dieses „Prozesses“ in Betracht.
Terror und Gegenterror sowie der vom Wirtschaftsminister José Alfredo Martínez de Hoz initiierte erfolglose Aufbruch in den Neoliberalismus, der zwar zur Inflationsbekämpfung nach der liberalen Schule geeignet erschien, aber letztendlich einem nationalen Ausverkauf gleichkam und die Industrieproduktion um 40 % sinken ließ, prägten die folgenden Jahre. Im schmutzigen Krieg der Militärregierung gegen ihre politischen Gegner, insbesondere gegen die Montoneros, wurden nach Angaben der Nationalkommission über das Verschwinden von Personen nachweisbar etwa 2.300 Menschen ermordet und 10.000 verhaftet. Zwischen 20.000 und 30.000 Menschen, Desaparecidos genannt, verschwanden in dieser Zeit spurlos. Die Madres de Plaza de Mayo verlangen seit 1977 erfolglos die Aufklärung dieser Verbrechen. 2006 wurde der ehemalige Chefermittler Miguel Etchecolatz wegen Mordes, Freiheitsberaubung und Folterung von politischen Gegnern zu lebenslanger Haft verurteilt. In der Urteilsbegründung wurde erstmals der Begriff „Völkermord“ verwendet, da es sich laut Gericht um einen systematischen Vernichtungsplan gehandelt habe.
Videlas Nachfolger, die Generäle Roberto Viola (März 1981) und Leopoldo Galtieri (Dezember 1981) vermochten das Land nicht aus der schweren Wirtschaftskrise zu befreien. Der Versuch, Argentinien durch die Besetzung der Malwinen (Falklandinseln) im April 1982 zu mobilisieren, versagte aufgrund des britischen Sieges im Falklandkrieg im Juni 1982. Galtieri wurde daraufhin durch Reynaldo Bignone abgelöst, der nach Massenprotesten gegen die Diktatur 1983 die Demokratisierung einleitete.

## Das demokratische Argentinien (nach 1983)

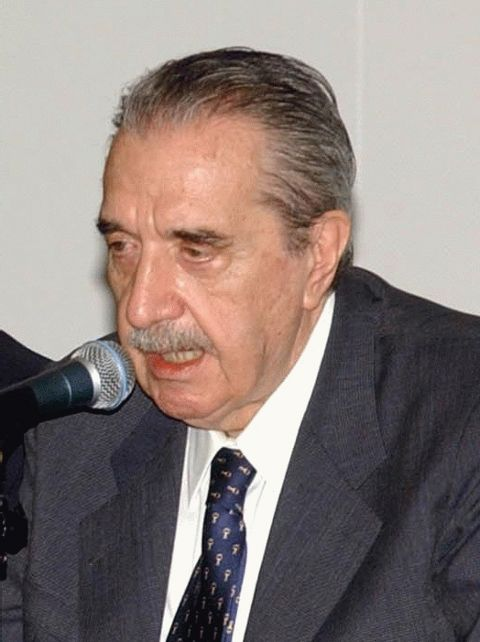
Raúl Alfonsín

### Die 80er Jahre
Hoch verschuldet und wirtschaftlich angeschlagen wählte Argentinien am 30. Oktober 1983 Raúl Alfonsín von der Unión Cívica Radical zum Präsidenten. Alfonsín führte Militärreformen ein, bekam die Wirtschaftsprobleme aber nicht unter Kontrolle. 1985 wurde die Währung reformiert und der Austral eingeführt, begleitet von einer schockartigen Sparpolitik, verbunden mit einem allgemeinen Lohn- und Preisstopp. Ab 1987 verschärfte sich jedoch die Inflation erneut. Im Jahr 1989 kam es trotz zahlreicher wirtschaftlicher Notprogramme zu einer Hyperinflation, der Dollarkurs stieg auf mehrere Hundert Australes; die Armutsquote vervielfachte sich und erreichte mit 48 % einen Rekord.

### Die Regierung Menem
Die Peronisten gewannen die Wahl vom Mai 1989 in dieser krisenhaften Situation mit Carlos Menem, der zunächst eine Rückkehr zu peronistischen Umverteilungsidealen versuchte, schnell jedoch auf einen strikt neoliberalen Kurs umschwenkte. Aber erst 1991 konnte mit Hilfe des sogenannten Plan de Convertibilidad des neuen Wirtschaftsministers Domingo Cavallo die Inflation effizient bekämpft werden. Cavallo führte einen festen Dollarkurs von 10.000 Australes pro US-Dollar ein. 1992 wurde der Austral durch den Argentinischen Peso abgelöst, der 10.000 Australes und somit genau einen Dollar wert war. Im Rahmen des Konvertibilitätsplans wurde jedem Peso ein Dollar als Rückhalt in den Reserven einprogrammiert, was bedeutete, dass man unter Garantie des Staates jederzeit Pesos in Dollar im Verhältnis 1:1 umtauschen konnte. Die – allerdings teilweise schlecht organisierte – Privatisierung von Staatsbetrieben sowie eine Restrukturierung der Staatsschulden führten zu einer kurzzeitigen Erholung. Meist ausländische Investoren erwarben die argentinischen Staatsbetriebe und andere marode Firmen und strukturierten sie um, was in vielen Fällen allerdings auch Massenentlassungen zur Folge hatte.
Nach einer breit getragenen Verfassungsreform gewann Menem 1995 ein zweites Präsidentschaftsmandat. Im selben Jahr schwappte die 1994 begonnene Tequila-Krise aus Mexiko über und sorgte zum ersten Mal seit 1990 wieder für eine Rezession. Die Dollar-Parität führte langsam zu einer Überbewertung des Pesos. So wies der Big-Mac-Index des Economist eine Überbewertung des Peso um ca. 20 % aus. Viele Betriebe mussten wegen der erdrückenden Konkurrenz von Billigimporten aus Asien schließen, die Arbeitslosigkeit erreichte Rekordhöhen. Dennoch wurde die Dollarparität zunächst beibehalten, und die Wirtschaft erholte sich trotz der negativen Effekte durch die Asien-, Russland- und Brasilien-Krise bis 1998 wieder leicht.
In die Regierungszeit Menems fallen auch der Anschlag auf die Israelische Botschaft (1992) mit 29 Todesopfern, sowie der Bombenanschlag auf das AMIA-Gebäude (der jüdischen Gemeinde von Buenos Aires) (1994) mit 85 Todesopfern.

### Wirtschaftskrise und Wiederaufschwung

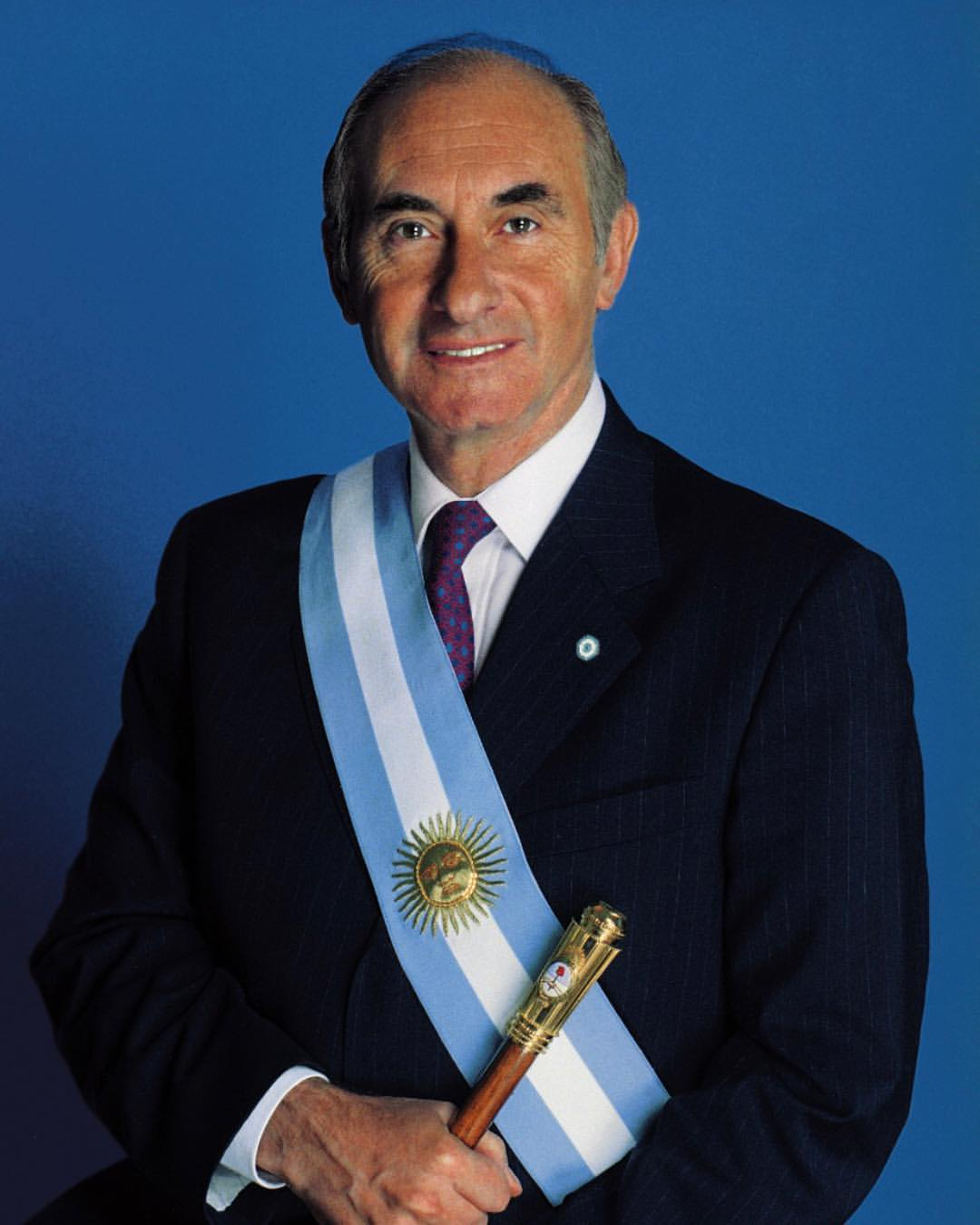
Fernando de la Rúa

Ab Ende 1998 befand sich Argentinien in einer tiefen deflationären Wirtschaftskrise. 1999 schöpfte die Bevölkerung Hoffnung durch die Wahl Fernando de la Rúas zum argentinischen Präsidenten. De la Rúa trat mit einer Mitte-links-Koalition an und konnte die peronistische Regierung ablösen. Allerdings führten der richtungslose Kurs der Regierung unter De la Rúa und Streitereien innerhalb der Koalition zu einer weiteren Verschlechterung der wirtschaftlichen Situation. Der Wirtschaftsminister wechselte mehrere Male, bis De la Rúa mit Domingo Cavallo einen ehemaligen Peronisten und den geistigen Vater der 1:1-Bindung an den US-Dollar als Wirtschaftsminister in die Regierung holte. Dieser fühlte sich Ende 2001 genötigt, alle Bankkonten einzufrieren, was einen Sturm der Empörung in der Bevölkerung auslöste, der seinen Ausdruck vor allem in den sogenannten Cacerolazos (gemeinschaftliches lautes Schlagen mit einem Kochlöffel auf einen Kochtopf) fand. Darüber hinaus gab es Ende 2001 in großem Stile Plünderungen in und um Buenos Aires durch Arbeitslose und sogenannte Piqueteros (Piqueteros sind organisierte Arbeitslose, die durch sogenannte Piquetes (Straßen- und Firmenblockaden) auf ihre Situation aufmerksam machen wollen). De la Rúa trat schließlich am 21. Dezember 2001 von seinem Amt zurück, nachdem in den Tagen zuvor mehr als 25 Menschen in gewaltsamen Ausschreitungen zwischen Demonstranten und der Polizei ums Leben gekommen waren. Es folgten vier Wechsel im Präsidentenamt innerhalb von nur zehn Tagen.
Zunächst übernahm Ramón Puerta (Peronistische Partei), der Präsident des argentinischen Senats die Regierungsgeschäfte. Am 23. Dezember übergab er die Amtsführung an Adolfo Rodríguez Saá (Peronistische Partei). Dieser erklärte schließlich den Staatsbankrott; nach fünf Tagen trat auch Saá infolge des Widerstands aus den eigenen Reihen zurück. Am 30. Dezember übernahm dann Eduardo Camaño, der Präsident des Abgeordnetenhauses. Er berief Wahlen im Parlament ein, aus denen Eduardo Duhalde als Sieger hervorging. Dieser wertete dann die Währung weitgehend unkontrolliert ab, sie fiel zeitweise auf unter 25 % ihres vorherigen Wertes.
Ein weiterer Höhepunkt der Wirtschaftskrise war die erste Jahreshälfte 2002, in der die Arbeitslosigkeit und die Armutsquote auf Rekordhöhen stiegen. Die Unzufriedenheit mit der Situation veranlasste vor allem Bürger aus unterprivilegierten Schichten (Arbeitslose) und aus dem Mittelstand zu häufigen Demonstrationen.

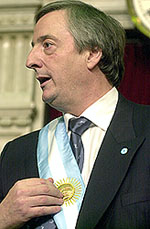
Néstor Kirchner

Ab Mitte 2002 stabilisierte sich die Situation langsam, und Ende 2002 konnte wieder ein Wirtschaftswachstum konstatiert werden. Im Mai 2003 wurde nach einer sehr chaotisch verlaufenden Präsidentschaftswahl Néstor Kirchner zum neuen Staatsoberhaupt gewählt. Er gehörte dem linken Flügel der peronistischen Partei an. Trotz seines niedrigen Wahlergebnisses war er in der Bevölkerung sehr beliebt, da er einige Reformen anging, die die Situation des Landes auf vielen – auch auf sozialen – Gebieten wieder langsam verbessern konnten. 2003 verbuchte Argentinien ein Wachstum des Bruttoinlandsproduktes in Höhe von 8,7 % gegenüber −10,9 % im Jahr 2002.
Bei den Wahlen zum argentinischen Senat und zur argentinischen Abgeordnetenkammer im Oktober 2005 gingen die Anhänger Néstor Kirchners mit etwa 40 % der Stimmen als Sieger hervor. Bei der Wahl um Senatorenposten der wichtigen Provinz Buenos Aires gewann seine Frau Cristina Fernández de Kirchner gegen die Ehefrau des ehemaligen Präsidenten Eduardo Duhalde Hilda González de Duhalde, die ebenfalls der Peronistischen Partei angehörte. Der Präsident wurde somit gestärkt und konnte sich in beiden Kammern auf eine breite Mehrheit auch innerhalb seiner eigenen Partei stützen.
Anfang 2006 führte der Beginn des Baus von Zellulosefabriken im uruguayischen Fray Bentos am Río Uruguay, der an Argentinien grenzt, zu einem schweren diplomatischen Konflikt mit dem Nachbarland. Argentinien warf Uruguay vor, wegen des Fehlens sorgfältiger Untersuchungen über die Auswirkungen dieser Investition den Fluss zu verschmutzen und damit die internationalen Verträge über dessen gemeinsame Nutzung zu missachten. Zu einer Verschärfung des Konfliktes kam es, als die Bevölkerung der Stadt Gualeguaychú gegenüber dem geplanten Standort der Fabriken monatelang die Grenzübergänge zwischen beiden Ländern mit Straßensperren blockierte. Erst Ende April wurden die Blockaden beendet. Argentinien meldete den Fall dem Internationalen Gerichtshof der Vereinten Nationen in Den Haag, der jedoch keine Bedenken gegen den Bau der Fabriken erkennen konnte.
Bei der Präsidentschaftswahl 2007 konnte sich Cristina Fernández de Kirchner bereits im ersten Wahlgang mit 45,3 % der Stimmen durchsetzen. Ihre Parteienallianz Frente para la Victoria wurde auch in der gleichzeitigen Wahl zu Abgeordnetenhaus und Senat gestärkt. Am 10. Dezember 2007 trat Fernández ihr Amt an. Sie wurde 2011 im Amt bestätigt. Ihre politische Strömung innerhalb der Personismus etablierte sich als Kirchnerismo.
Seit 2014 ist Argentinien erneut in einer Wirtschaftskrise mit teilweise negativem Wirtschaftswachstum und hoher Inflationsrate. Wiederholt stand das Land vor einer erneuten Staatspleite.
Bei der Präsidentschaftswahl 2015 gewann der ehemalige Bürgermeister von Buenos Aires, Mauricio Macri, von der konservativen Partei Propuesta Republicana (PRO), der auch von der UCR unterstützt wurde.
Bei den Präsidentschafts- und Parlamentswahlen in Argentinien 2019 gewann Alberto Fernández (PJ/Frente de Todos) ein Weggefährte des ehemaligen Präsidenten Néstor Kirchner. Er und seine Vizepräsidentin, die ehemalige Präsidentin Cristina Kirchner, wurden am 10. Dezember 2019 vereidigt. Angesichts schwacher wirtschaftlicher Indizes, insbesondere einer hohen Inflation gewann bei den Präsidentschafts- und Parlamentswahlen in Argentinien am 19. November 2023 der Libertäre Javier Milei die Präsidentschaftswahl.
Mileis Plan, im Omnibusverfahren Änderungen an mehr als 100 Gesetzen durchzuführen, scheiterte am Widerstand der Bevölkerung. Er versuchte mit den Gesetzesänderungen seine Wahlversprechen umzusetzen, darunter den Staatsapparat zu verkleinern, Regulierungen abzubauen, Subventionen und Sozialleistungen zu kürzen sowie Staatsbetriebe zu privatisieren. Dagegen regten sich landesweit Proteste, die in einem Generalstreik im Januar 2024 kulminierten, bei dem laut Gewerkschaften mehr als eine Million Menschen ihre Arbeit niederlegten.